# 布列塔尼酥餅
布列塔尼酥餅（法語：Bretagne Sables, Galette Bretonne），是一种法國宮廷糕點，於19世紀末起源於法國西北部布列塔尼大区而得名，中譯為布列塔尼。布列塔尼酥餅為法式甜點的一種，以黃油、雞蛋和杏仁粉烤制而成。這款點心不添加一滴水，所以外表酥脆，口感扎實，而因為其富含脂肪，嚐起來入口即化，受到法國人喜愛。